# Аккора (Карагандинская область)
Аккора (каз. Аққора) — село в Каркаралинском районе Карагандинской области Казахстана. Входит в состав Аманжоловского сельского округа. Код КАТО — 354837300.

## Население
В 1999 году население села составляло 358 человек (189 мужчин и 169 женщин). По данным переписи 2009 года в селе проживали 153 человека (74 мужчины и 79 женщин).